# Награда „Печат вароши сремскокарловачке”
Награда „Печат вароши сремскокарловачке” је традиционална књижевна награда за поезију која се од 1967. додељује у Сремским Карловцима.

## Историјат
Награду су 1966. основали Општински одбор Туристичког савета за општине Нови Сад и Редакција листа студената Војводине „Index” за најбоље песме штампане у том листу. Прве године „Index” је доделио осам Награда, песницима из свих република и покрајина тадашње СФРЈ. Награда се додељивала најпре за песме објављене у листу „Index”, потом „Глас омладине”, „Став”, „Поља” и „Кровови”. Од 1983. расписује се југословенски конкурс за циклус необјављених песама, а затим од 1987. за најбољу песничку књигу објављену између две манифестације „Бранково коло”. Награду од 1993. самостално додељује „Бранково коло”, које је и раније континуирано учествовало у организацији и додели награда.
Награда се састоји од уметничке Плакете у теракоти (рад вајара Милана Тркуље), Дипломе „Бранковог кола” и новчаног износа.

## Добитници

### Од 1967. до 1970.

#### 1967.
- Бранко Бошњак, за песму „Све је исто около”.
- Карољ Јунг, за песму „Охридска легенда”.
- Тито Билопавловић, за песму без наслова.
- Радомир Мићуновић, за песму „Немогуће писмо”.
- Рајко Петров Ного, за песму „Хроми Хефест”.
- Звонимир Хусић, за песму без наслова..
- Петко П. Војнић, за песму „Сидро времена”.
- Милорад Миленковић Шум, за песму „Баладе”.

#### 1968.
- Слободан Тишма, за песму без наслова.
- Јанез Коцијанчић, за песму „Горњак”.
- Раша Перић, за песму „Сизиф”.

#### 1969.
- Јакша Фиаменго, за песму „Сфинга с упорним очима”.
- Ибрахим Хаџић, за песму „Гладни Ибар”.
- Звонко Маковић, за песму „Сјена свјетиљке”.
- Ђорђе Сударски-Ред, за песму „Чудесно око”.
- Вујица Решин Туцић, за песму „Дојиље смрти”.

#### 1970.
Награда није додељена.

### Од 1971. до 1980.

#### 1971.
- Драгомир Брајковић, за песму „Драге ствари”.
- Радивој Шајтинац, за песму „Одавнело казивање”.
- Милан Ненадић, за песму „Стефанос”.
- Милан Лалић, за песму „Boulevard Saint Martin”.

#### 1972.
- Срба Игњатовић, за песму „Жива слуз”.
- Драгиња Урошевић, за песму „Цветни круг”.
- Милорад Црњанин, за песму „Догађај о коме нису писале новине”.

#### 1973.
- Милан Дунђерски, за песму без наслова.
- Пал Бендер, за песму „Двадесет – и неколицина”.
- Дражен Мазур, за песму „Моја мала”.

#### 1974.
- Златко Бенка, за песму „Певање за празник”.
- Габор Филеп, за песму „Езра Паунд Т. С. Елиоту”.
- Петар Чонградин, за песму „Скицен-блок”.

#### 1975.
- Јанош Сивери
- Новица Тадић

#### 1976.
- Зоран М. Мандић, за песму „Путник и његова невоља”.
- Миле Стојић

#### 1977.
- Мирослав Демак
- Јоан Флора
- Вера Приможић

#### 1978.
- Душан Радак, за песму „Опсада бродова”.
- Петар Јоксимовић, за песму „Фински залив”.
- Ахнета Бучко, за песму „Враћањa”.

#### 1979.
- Ненад Грујичић, за песму „Путовање и Поезија”.
- Горан Симић, за песму „Порука и Сан”.
- Илеана Урсу, за песму без наслова.

#### 1980.
Награда није додељена.

### Од 1981. до 1990.

#### 1981.
- Симон Грабовац

#### 1982.
Награда није додељена.

#### 1983.
- Милош Комадина, за циклус песама „Трагом штапа”.
- Зоран Ђерић, за циклус песама „Глас и оркестар”.
- Слободан Билкић, за циклус песама „Зорт и разонода”.

#### 1984.
- Славица Урошевић, за циклус песама „Ругалица и др. песме”.
- Миодраг Ристић, за циклус песама „Углови портрета”.
- Снежана Бадивук, за циклус песама „Песме”.

#### 1985.
- Рајица Драгићевић
- Владимир Гарјански
- Зденка Леко

#### 1986.
- Богдан Арнаутовић, за циклус песама „Шкољке, усјев, воде”.
- Јовица Тишма, за циклус песама „Оговарам своје тело”.
- Александар Царић, за циклус песама „Умрж и стрха”.

#### 1987.
- Саша Радоњић, за књигу песама Лица наличја.

#### 1988.
- Љупко Рачић, за књигу песама Породилиште балегара.
- Томислав Домовић, за књигу песама Хелетик на десет начина.
- Ласло Л. Блашковић, за књигу песама Златно доба.

#### 1989.
- Војислав Карановић, за књигу песама Змијолик.

#### 1990.
- Ото Хорват, за књигу песама Згрушавање.

### Од 1991. до 2000.

#### 1991.
- Жарко Димић, за књиге песама Свитац на жици и Светац на столу.

#### 1992.
- Саша Радојчић, за књигу песама Камерна музика.

#### 1993.
- Мирослав Цера Михаиловић, за књигу песама Метла за по кућу.
- Зоран Богнар, за књигу песама Ако се мртви једнога дана врате.

#### 1994.
- Мирослав Алексић, за књигу песама Нема вода.

#### 1995.
- Небојша Деветак, за књигу песама Жуђено војевање.

#### 1996.
- Предраг Бјелошевић, за књигу песама Говор, Тишина.

#### 1997.
- Бранко Брђанин Бајовић, за књигу песама Тамница.
- Анђелко Анушић, за књигу песама Штап од писмена.

#### 1998.
- Владимир Јагличић, за књигу песама Неповратно.
- Милан Орлић, за књигу песама Бруј миленијума.

#### 1999.
- Драган Хаџи Тодоровић, за књигу песама Невидљива кутија сенки.
- Верољуб Вукашиновић, за књигу песама Како је тихо Господе.

#### 2000.
- Слободан Костић, за књигу песама Покајничке песме.
- Горан Станковић, за књигу песама Четири доба.

### Од 2001. до 2010.

#### 2001.
- Стеван Тонтић, за књигу песама Олујно јато.
- Ђорђо Сладоје, за књигу песама Далеко је Хиландар.

#### 2002.
- Дара Секулић, за књигу песама Реч се игра.
- Симон Симоновић, за књигу песама Песме.

#### 2003.
- Ранко Рисојевић, за књигу песама Први свијет.
- Крстивоје Илић, за књигу песама Елегије над горама и водама.

#### 2004.
- Драган Колунџија, за књигу песама Затвореник у ружи.
- Раша Попов, за књигу песама Пета визија.

#### 2005.
- Даринка Јеврић, за књигу песама Дечанска звона и друге песме.

#### 2006.
- Боро Капетановић, за књигу песама Брашно и блато.
- Јелена Алексић, за књигу песама Исус Сордијски.

#### 2007.
- Миодраг Павловић, за књигу песама Рајске изреке.
- Селимир Радуловић, за књигу песама Где Богу се надах.

#### 2008.
- Матија Бећковић, за књигу песама Кад будем млађи.
- Благоје Баковић, за књигу песама Сећање на мраве.

#### 2009.
- Ранко Јововић, за књигу песама Муње и молитве.
- Емсура Хамзић, за књигу песама Семирамидин врт.

#### 2010.
- Андреј Јелић Мариоков, за књигу песама Молебни венац.
- Гордана Ђилас, за књигу песама Учитељ сећања.

### Од 2011. до 2020.

#### 2011.
- Драган Лакићевић, за књигу песама Снежни врт.
- Миркo Вуковић, за књигу песама Запис на бурми.

#### 2012.
- Манојле Гавриловић, за књигу песама Црна плавет.
- Драгослав Дедовић, за књигу песама За клавир и диџериду.

#### 2013.
- Тања Крагујевић, за књигу песама Хлеб од ружа.
- Горан Лабудовић Шарло, за књигу песама Тајнопис.

#### 2014.
- Иван Негришорац, за књигу песама Камена чтенија .
- Душан Праћа, за књигу песама Шушњарски шумор.

#### 2015.
- Дејан Гутаљ, за књигу песама Тамно псето самоће.
- Драгана Крагуљ, за књигу песама Крадљивица сна.

#### 2016.
- Миљурко Вукадиновић, за Изабране песме 1-2.
- Драгица Стојановић, за књигу песама Литерарни снег.

#### 2017.
- Милош Кордић, за књигу песама Предвечерје.
- Ранко Прерадовић, за Изабрана дјела (I-IV).

#### 2018.
- Владан Ракић, за књигу песама Капије времена.
- Милан Пађен, за књигу песама Пут без путоказа.

#### 2019.
- Бошко Сувајџић, за књигу песама Направи ваздух.
- Иван Лаловић, за књигу песама Словенска фигура.
- Јасна Миленовић, за књигу песама Плес Лепенског вира.
- Саша Нишавић, за књигу песама Заборављени дечак.

#### 2020.
- Недељко Бабић, за књигу песама Завичај.
- Данило Јокановић, за књигу песама Изабране.
- Милош Јанковић, за књигу песама Катреник.
- Радмило В. Радовановић, за књигу песама Тезејев јав.

### Од 2021. до 2030.

#### 2021.
- Радомир Стојановић, за књигу песама Наличје тишине.
- Јовица Ђурђић, за књигу песама Врх тишине.
- Бранислав Зубовић, за књигу песама Тремор.
- Душан Захаријевић, за књигу песама (Не)доход .

#### 2022.
- Андрија Радуловић, за књигу песама Генерал и ласта.
- Иван Деспотовић, за књигу песама Плава књига.
- Дајана Петровић, за књигу песама Песма је дошла по мене.
- Милан Ракуљ, за књигу песама Разгледнице из трећег свијета.

2023.
- Александра Мариловић, за књигу духовне поезије Ноћи дуге у прогонству
- Анђелко Заблаћански, за књигу поезије Месечеве очи
- Ивана Миланков, за књигу поезије У суседству кише
- Милена Северовић, за књигу поезије Даринкина дуња
- Ненад Кебара, за књигу поезије О петељци се љушка све
- Слободан Ристовић, за књигу поезије Жижљевина